# Ангостура (напій)

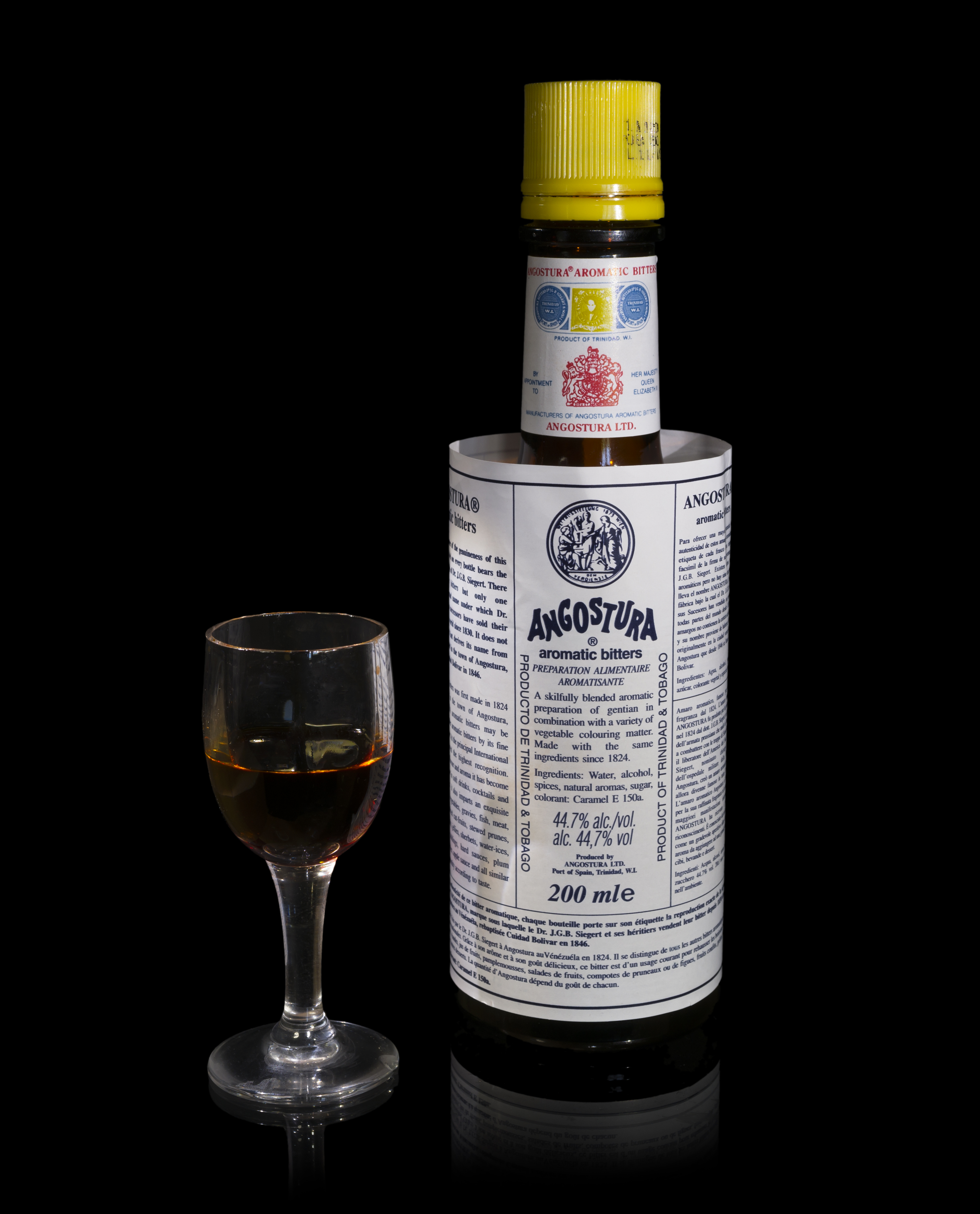
Пляшка ангостýри

Ангостýра (ісп. Amargo de Angostura) — венесуельський алкогольний напій, концентрований бітер. До складу напою входять екстракти шкірки помаранчі, коріння тирличу (Gentiana gen.), імбиру і аптечного дягелю, кори хінного дерева і галіпеї лікарської (інакше Ангостурове дерево), мускатного горіха, гвоздики, кардамону, галганту, кориці, квітів мускату і сандалового дерева. Точний спосіб приготування ангостури тримається в секреті. Її міцність становить близько 45 %.

## Історія
Вперше виготовлений в 1824 у венесуельському місті Ангостурі (відомому також як Сьюдад-Болівар) військовим хірургом Боліварської армії Йоханом Готтлібом Бенжаміном Зигертом, уродженцем Німеччини, для зменшення побічних ефектів від тропічного клімату. Оскільки в Ангостурі розташовувався важливий торговий порт, в нього заходили кораблі з усіх куточків світу. Доктор почав прописувати свою настоянку морякам, які скаржилися на морську хворобу. Так червоно-коричневий бітер почав поширюватися по світу. У 1830 році доктор Зигерт став виробляти лікувальний напій в комерційних цілях. Він експортував його в Англію і Тринідад. З часом популярність ангостури зросла, про неї дізналися в Європі і США.
Зараз ангостура випускається декількома виробниками, але основною з них — компанія House of Angostura, зареєстрована в Тринідаді і Тобаго.

## Застосування
Спочатку вона використовувалася як ліки, але незабаром стала незамінною частиною багатьох коктейлів. Ангостура вживається в дуже маленьких дозах, щоб надати коктейлю незабутній смак і аромат, достатньо всього лише декількох крапель. Ангостура часто використовується як пряна добавка до основної страви або кондитерських виробів. Стверджується, що настоянка має лікувальні властивості, вона може використовуватися як жарознижувальне, як засіб, що нормалізує діяльність шлунка і навіть як засіб від похмілля .
На основі ангостури існує багато коктейлів, наприклад:
- «Дьябло» (Diablo) — коктейль з темним ромом, сухим вермутом, лікером Куантро і двома краплями ангостури[1];
- «Червоний бікіні» (Red bikini) — коктейль з апельсиновим соком, лікером маракуї і ангостури;
- «Кейп кодер» (Cape Codder) — коктейль з горілкою, журавлиновим соком і однією-двома краплями ангостури і подрібненим льодом[2].

## Коктейлі з ангостурою
- Bolo Cocktail
- Bourbon Lancer
- Brut Cocktail
- Champagne cocktail
- Corn N' Oil
- Cuba Libre Preparado
- Fallen Angel
- Fernet
- Gin pahit
- Gunner
- Кривава Мері
- Lemon, Lime and Bitters
- Long vodka
- Magnificent Bastard
- Мангеттен
- Мохіто
- Московський мул
- Old Fashioned — «Старомодний» — коктейль з бурбоном або віскі, трьома краплями ангостури, одним шматочком цукру, часточкою апельсина і льодом.
- Peanut punch
- Pink Gin
- Піско сауер
- Planter's Punch
- Ponche crema
- Prince of Wales
- Пунш
- Rob Roy
- Rum Swizzle
- Сазерак
- Shandy
- Сінгапурський слінг
- Trinidad Especial
- Trinidad Sour
- Sundowner
- Wine cocktail
- Zombie